# Serra de Tivissa
La Serra de Tivissa és una serra que pertany a la Serralada Prelitoral.

## Particularitats
Està situada al municipi de Tivissa, a la comarca de la (Ribera d'Ebre).
La seva elevació màxima es troba al Coll del Ventall, cim de 533,3 metres.
Gran part es troba protegida pel PEIN Muntanyes de Tivissa-Vandellòs.
El juny de 2014 va patir un incendi que va afectar 830 hectàrees.